# Pangal (poblado)
Pangal es una localidad chilena, ubicada en la comuna de Machalí, Región de O'Higgins. Según el censo de 1992, tiene una población de 623 habitantes. 
En el lugar se emplaza una central hidroeléctrica que abastece de electricidad de la mina de El Teniente, que fue adquirida en 2004 a la minera estatal Codelco por la empresa australiana Pacific Hydro, para aportar energía al Sistema Interconectado Central. Fue construida a 12 km de Coya y a 1.400 m s. n. m., emplazada en una estrecha garganta del río Pangal, en la confluencia de los ríos Blanco y Paredones.
Entró en operaciones en 1919, integrada por la casa de fuerza con potentes turbinas, una tubería, un canal de aducción y una bocatoma con su tranque de distribución, cuyos equipos fueron importados de Estados Unidos en barco y luego transportados en carretas hasta su ubicación definitiva. En 1920 la potencia instalada fue de 10.220 kVa. Tanto la bocatoma como la central hidroeléctrica tuvieron sus campamentos respectivos. Este último dispuso de una oficina general, staff house, posta, almacén, bodegas y viviendas, todo rodeado de hermosos valles.